# 교쿠토정
교쿠토정(일본어: 玉東町 교쿠토마치[*])은 일본 구마모토현 북부에 있는 다마나군의 정이다.

## 인접한 자치체
- 구마모토시
- 다마나시
- 야마가시
- 다마나군 나고미정

## 역사
- 1955년 3월 1일 - 고노하촌·야마키타촌이 대등 합병해 교쿠토촌이 성립하였다.
- 1967년 4월 1일 - 교쿠토촌이 정으로 승격해 교쿠토정이 성립하였다.

## 교통

### 철도
- 규슈 여객철도 가고시마 본선

### 도로
- 국도 208호선